# アエリカ帝国
アエリカ帝国 (アエリカていこく、英: Aerican Empire) は、ミクロネーションの一つである。他の国々からは国家として承認されていない。また、国土も持たない。ただし、オーストラリア大陸の一部、カナダのモントリオール市内、その他の地球上のいくつかの場所、及び火星にある植民地、冥王星の北半球、架空の惑星への主権を主張している。
2000年、『ニューヨーク・タイムズ』は、アエリカのウェブサイトに関して「たいへん想像力に富んだ（ミクロネーションの）サイト」として紹介した。

## 歴史
アエリカ帝国は、1987年5月8日にカナダのモントリオールに住むエリック・リス（当時5歳）らグループによって建国された。当初10年間ほどは、あくまでも空想上の存在で、銀河系のいくつかの惑星に主権を主張し、他のミクロネーションと非武力の「戦争」も行っていた。しかしインターネットの登場以降、インターネットを通して建国者リスは、他の多くのミクロネーションのことを知った。その後は、アエリカ帝国は空想的な要素を捨て、政治的組織になった。1997年、アエリカ帝国はウェブサイトを立ち上げた。
2000年、『ニューヨーク・タイムズ』の記事で紹介されたことによって、人口の急増があった。その時は数か月の間にメンバー（国民）数が500人を超えたが、翌年には減少に転じた。その後は再び安定して増加している。

### エリック・リス
医学博士の学位を持つ（マギル大学にて取得）。「Journal of Psychiatry and Neuroscience （訳 : 精神医学と神経科学の雑誌）」や「ウィアード・テイルズ」などの雑誌に紹介されたことがある。

## 現状
アエリカ帝国は「アエリカ帝国自身がもう必要ではない社会にするために存在する」。皇帝の監視下での議会民主制国家である。
アエリカ帝国が初めて硬貨を鋳造したのは2009年11月。2012年には、アエリカ帝国建国25周年記念に、2回目の硬貨鋳造を行った。また、アエリカ帝国には印刷されたパスポートはないが、インターネットでダウンロードできる「珍パスポート」とIDカードがある。初のパスポート発行は、パレ・ド・トーキョー2007のミクロネーション美術展覧会に展示された時である。
アエリカの活動には、多くのユーモア、SFやファンタジーへの愛が表れており、「スター・ウォーズ」や「銀河ヒッチハイク・ガイド」やそれらに似た作品に影響されている。毎年、アエリカ帝国では、物語作りコンテスト、ロールプレイングゲーム・ウォーシミュレーションゲームの日、「ドッグビスケット感謝日の借り物競争」のようなイベントが催されている。また、「シリニズム」という宗教が存在し、偉大なペンギンを崇拝する。元々は冗談で作られた宗教にもかかわらず、今では世界中に30人の信者がいるとされる。
アエリカ帝国には、「ニフティデー（しゃれた日）」が、年間にいくつかある。下に例をあげる。
- 1月2日=Procrastinator's Day （仕事を先のばしにする人の日）
- 2月27日=★Oops★ Day （「しまった」の日）
- 3月19日=What the Heck is That Day （「それがどうした!」の日）
- 10月26日=Topin Wagglegammon （気の利いた日）[14]
- 12月29日=Game Day （訳 : ゲームの日）

アエリカ帝国オフィシャルクラブ (AEGIS) というものがあり、世界の大学と交流をもっている。また、2003年より毎年、12月29日にゲームの日のイベントを催している。AEGISは、アエリカ帝国軍への資金提供も行う。
アエリカ帝国では、毎週メンバーの集会を開いている。